# Clit
Clit (niem. Glitt) – wieś w Rumunii, w okręgu Suczawa, w gminie Arbore. Historycznie położona na rumuńskiej Bukowinie. W 2011 roku liczyła 1174 mieszkańców. 

## Populacja
Według spisu przeprowadzonego w 1930 r. ludność wioski wynosiła 1373 mieszkańców. Większość stanowili Niemcy (42,55%), następnie: Rumuni (31,1%), Rusini (25,8%) Żydzi (0,55%) W zakresie wyznania, większość mieszkańców była rzymskimi katolikami (42,85%), grecka mniejszość katolicka stanowiła (21,8%), prawosławni (34,8%) i inni (0,55%).